# Flughafen Mattala Rajapaksa

i8
i11
i13
| Jahr | Flugbe- wegungen | Passagiere | Fracht (in t) |
| ---- | ---------------- | ---------- | ------------- |
| 2013 | 1514             | 36.147     | 20.000        |
| 2014 | 2984             | 20.474     | 69            |
| 2015 | 1044             | 6291       | 19            |
| 2016 | 1317             | 6207       | 328           |
| 2017 | 1418             | 16.720     | unbekannt     |
| 2018 |                  |            |               |
| 2019 |                  | 1536       | 0             |

Der Flughafen Mattala Rajapaksa (singhalesisch මත්තල රාජපක්ෂ ජාත්‍යන්තර ගුවන්තොටුපළ, Tamil மத்தல ராஜபக்ஷ சர்வதேச விமான நிலையம், englisch Mattala Rajapaksa International Airport, IATA-Code: HRI, ICAO-Code: VCRI) ist ein internationaler Flughafen im Süden Sri Lankas im Ort Mattala, etwa 18 Kilometer nördlich der Hafenstadt Hambantota. Der Flughafen wurde unter der Präsidentschaft Mahinda Rajapaksas mit Unterstützung der Volksrepublik China erbaut und war als ein führendes Infrastrukturprojekt des Landes gedacht. Die Fluggastzahlen und der Frachtgütertransport blieben nach der Eröffnung des Flugverkehrs im Jahr 2013 jedoch weit hinter den Erwartungen zurück. Im Jahr 2018 wurde der internationale Linienflugverkehr ganz eingestellt.
Derzeit gilt der Flughafen als eine der größten Investitionsruinen (engl. „white elephant“) Sri Lankas und wurde als „Geisterflughafen“ und als „leerster Flughafen der Welt“ verspottet.

## Baugeschichte
Der Flughafen wurde während der Präsidentschaft Mahinda Rajapaksas (2005–2015) konzipiert und realisiert. Mit dem Flughafenbau wurden mehrere Ziele verfolgt. Ein wesentliches Ziel war die Entlastung des bisherigen Internationalen Flughafens Bandaranaike nördlich der Hauptstadt Colombo. Zusammen mit dem ebenfalls ausgebauten nahegelegenen südlichen Hafen von Hambantota sollte ein internationales Verkehrsdrehkreuz an der Südküste Sri Lankas zum Indischen Ozean entstehen. Vorangehende meteorologische und klimatische Machbarkeitsstudien wiesen Mattala als geeigneten Standort für einen Großflughafen aus. Mit der Etablierung eines Verkehrsdrehkreuzes waren Erwartungen in Bezug auf die wirtschaftliche Entwicklung der umliegenden Region verbunden. Der Ausbau des Flughafens würde zur vermehrten Ansiedlung von Wirtschaftsunternehmen führen, die Arbeitsplätze schaffen und die weitverbreitete Armut in der Region vermindern. Auch ein Aufschwung des Tourismus in der Südregion wurde erwartet. Bei der Standortwahl spielte gewiss auch eine Rolle, dass Präsident Rajapaksa aus dem Distrikt Hambantota stammte.
Am 11. November 2009 begannen die Bauarbeiten auf dem späteren Flughafengelände in Mattala. Zur Finanzierung wurde am 23. Dezember 2009 ein Kreditabkommen zwischen Sri Lanka und der Volksrepublik China abgeschlossen, nach dem letztere einen Kredit in Höhe von 209 Millionen US$ zur Konstruktion des Flughafens bereitstellte. Die tatsächlichen Baukosten betrugen 243,7 Millionen US$. Bei dem Projekt schienen sich zwei Interessen zu treffen: zum einen das sri-lankische Interesse an der wirtschaftlichen Entwicklung speziell der Südprovinz und zum anderen das chinesische Interesse am Ausbau der Handelswege im indischen Ozean („Gürtel und Straße“).

## Ausstattung
Der Flughafen verfügt über eine Start- und Landebahn von 3500 m Länge und 60 m Breite, die auch für den Airbus A380-800 geeignet ist. Es gibt zwei Rollbahnen, Alpha (Code F) mit 360 × 60 m und Bravo (Code C) mit 362,5 × 25 m. Zusätzlich gibt es eine Rollbahn von 370 × 60 m Länge und ein Flughafenvorfeld mit 10 Flugzeug-Parkplätzen. Das Gelände des Vorfelds umfasst 73.500 m².
In der ersten, abgeschlossenen Ausbauphase waren folgende Einrichtungen vorhanden (in Klammern die für die zweite Ausbauphase projektierten Zahlen): 10 internationale Check-in-Schalter (26), 2 Inlands-Check-in-Schalter (8), 3 Gepäck-ein-/ausgabekarussells (9) und 2 Fluggastbrücken (28). In der ersten abgeschlossenen Ausbauphase hatte der Flughafen eine Kapazität für eine Million Passagiere und eine Luftfrachtkapazität von 45.000 metrischen Tonnen jährlich.

## Betrieb
Am 18. März 2013 wurde der Flughafen feierlich eröffnet. Im Jahr der Eröffnung wurden etwa 36.000 Fluggäste und 20.000 t Luftfracht registriert (Vergleichszahlen für den Internationalen Flughafen Colombo: 7,3 Millionen Fluggäste, 191.000 t Luftfracht). In den folgenden Jahren nahmen diese Zahlen fast kontinuierlich ab. Außerdem zeigte sich, dass die allermeisten Passagiere den Flughafen nur als Transit nutzten. Trotz fast 3000 Flügen im Jahr 2014 wurde der Flughafen nur von 20.474 Fluggästen genutzt. Nach der Eröffnung boten zwei internationale (flydubai und Air Arabia) und drei nationale Fluggesellschaften regelmäßige Flugverbindungen an. Selten landeten auch Flüge, die vom Zielflughafen Colombo umgeleitet worden waren (von März 2013 bis November 2015 14 Flüge, hauptsächlich aufgrund schlechten Wetters). Nach und nach stellten die Fluggesellschaften ihre Verbindungen nach Mattala ein. Am 1. Juni 2016 schlossen sämtliche Duty-free-Geschäfte am Flughafen. Am 12. Juni 2018 beendete flydubai die Flugverbindungen, womit der Flughafen seine letzte internationale Flugverbindung verlor. Als Gründe für die Einstellung wurden Unrentabilität, aber auch Probleme am Flughafen aufgrund häufigeren Vogelschlags genannt. Als einzige Fluggesellschaft, die danach noch regelmäßig den Flughafen bediente, verblieb Cinnamon Air, die regelmäßige Inlandsflüge mit einer Cessna 208B nach Dickwella, Koggala, Kotte, und Colombo anbot. Ein Audit-Bericht im Auftrag der sri-lankischen Regierung empfahl im Jahr 2015 den Ausbau der ökonomischen Infrastruktur und der Tourismusinfrastruktur (Hotels etc.) in der Umgebung des Flughafens, um den Flughafen in eine wirtschaftlich produktive Einrichtung zu transformieren. Auch in anderen Analysen wurde das weitgehend fehlende wirtschaftliche und infrastrukturelle Umfeld in der Umgebung des Flughafens als Hauptgrund für den ökonomischen Misserfolg genannt.
Finanziell produzierte der Flughafenbetrieb zunehmend rote Zahlen. In den Jahren 2013 und 2014 lagen die Einnahmen bei 48 bzw. 136 Millionen sri-lankischen Rupien (SLR), während die laufenden Betriebskosten bei 2.153 bzw. 2.865 Millionen SLR lagen. Ab dem Jahr 2015 mussten auch die Schulden bei den chinesischen Kreditgebern in jährlichen Raten über eine Zeit von 15 Jahren zurückgezahlt werden, wodurch die staatliche Betreibergesellschaft zunehmend finanziell in Bedrängnis geriet. Da das Frachtgebäude ungenutzt blieb, wurde es zeitweilig im Jahr 2015 zur Lagerung von Reis vermietet. Auch der ebenfalls mit chinesischer Hilfe ausgebaute neue Tiefwasserhafen in Hambantota – ebenfalls ein Prestigeprojekt Rajapaksas – erfüllte bei weitem nicht die in ihn gesetzten wirtschaftlichen Erwartungen, weswegen die unter finanziellem Druck stehende sri-lankische Regierung im Jahr 2017 70 Prozent der Anteile daran für 1,12 Milliarden US$ für 99 Jahre an die chinesische Staatsfirma China Merchants Port Holdings (CM Port) verpachtete. Kritiker sprachen danach von einem schrittweisen Ausverkauf Sri Lankas an China.
Im Juli 2016 wurde überraschend bekannt, dass die staatliche indische Airports Authority of India in einem über 40 Jahre laufenden Pachtvertrag 70 Prozent der Anteile am Flughafen für 225 Millionen US$ übernehmen werde. Mit dem Vertrag waren auch Investitionszusagen am Flughafen verbunden. Die Motive für die indische Beteiligung blieben unklar. Es wurde jedoch spekuliert, dass Indien die Regie des erfolglosen Flughafens vor allem deswegen übernähme, um eine chinesische Übernahme zu verhindern. Im Falle einer chinesischen Übernahme hätte die Volksrepublik einen Stützpunkt am Indischen Ozean, bestehend aus einem Tiefwasserhafen und internationalen Flughafen nahe der Südspitze des indischen Subkontinents gehabt.

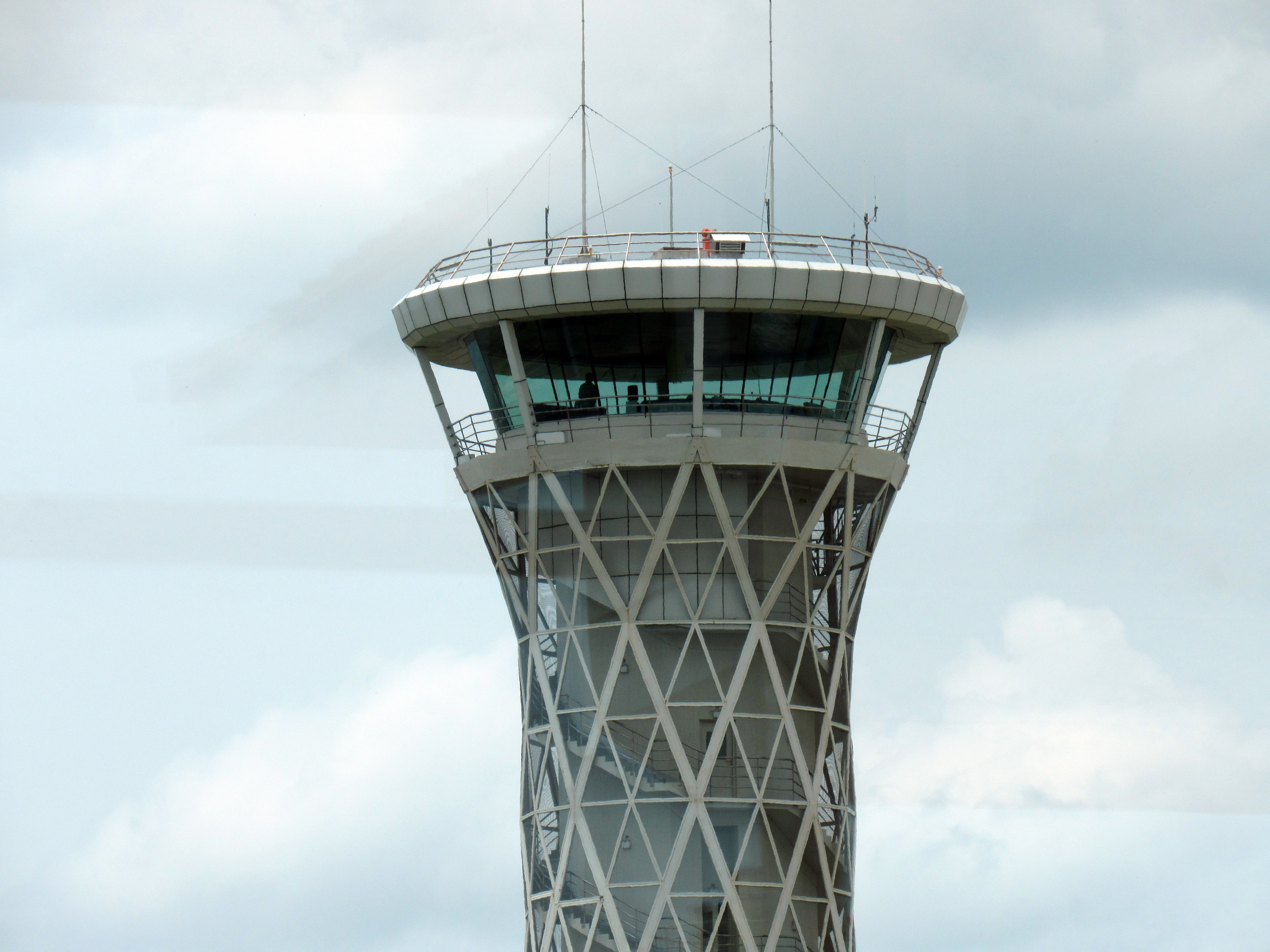
Flugverkehrskontrollturm